# Pop-up-Verkauf

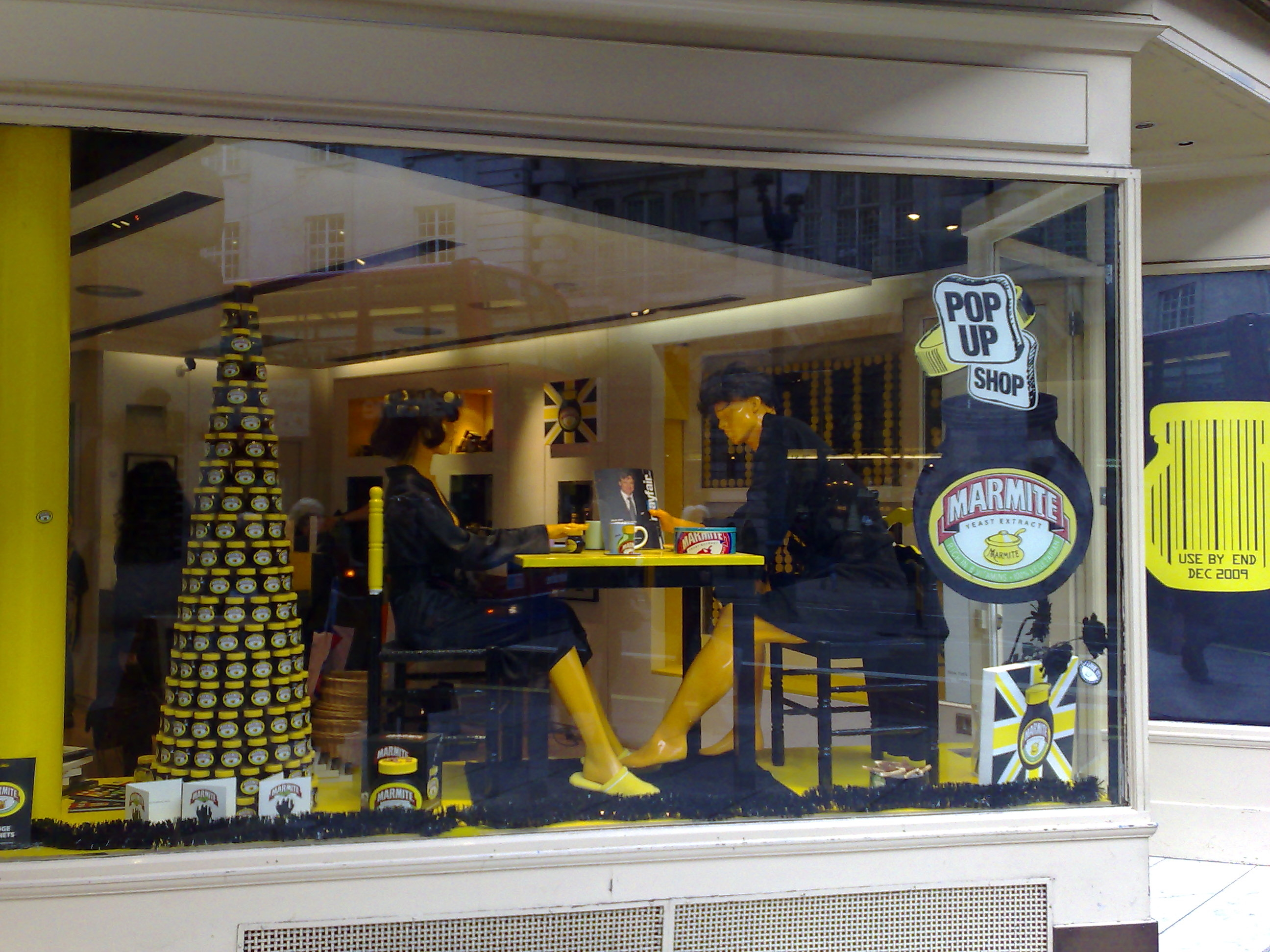
Pop-up-Verkauf einer Lebensmittelmarke in London

Ein Pop-up-Verkauf [ˈpɒpˌʌp] (von englisch to pop up ‚plötzlich auftauchen‘) – im Englischen pop-up retail, im Deutschen meist Pop-up-Store – ist ein kurzfristiges und provisorisches Einzelhandelsgeschäft, das vorübergehend in leerstehenden Geschäftsräumen betrieben wird. Das Warenangebot entspricht meist dem einer Boutique, kann aber auch einem Lagerverkauf ähneln. Auch reine Dienstleistungsunternehmen nutzen das Konzept.

## Konzept
Eine Geschäftsfläche kann an einem Tag noch den Pop-up-Verkauf beherbergen und einen Tag oder wenige Wochen später bereits wieder anderweitig genutzt sein. Das Ziel neben dem offensichtlichen Warenabsatz ist es einerseits, durch das plötzliche Auftauchen und die Werbung mittels Mundpropaganda den empfundenen Wert der angebotenen Waren – oft nur einer einzigen Marke – zu steigern. Zudem müssen potentielle Kunden damit rechnen, dass der Verkauf schon am nächsten Tag beendet ist und werden dadurch zu schnellem Besuch des Geschäfts und spontanem Kauf angeregt. Andererseits entstehen kaum Werbekosten, und übergangsweise leerstehende Verkaufsräume lassen sich preiswert anmieten. Ein Pop-up-Verkauf dient primär dem schnellen, profitablen Warenabsatz, insbesondere für Saisonwaren, und der Imagepflege.

## Verbreitung
Der erste Verkauf dieser Art, die Ritual Expo, fand an nur einem Tag im Jahr 1997 in Los Angeles statt, bot Szenebekleidung an und war die Idee des Eventmanagers Patrick Courrielche. Die Methode gilt mittlerweile als Trend insbesondere in der Bekleidungsbranche und ist vor allem in den Vereinigten Staaten von Amerika, Kanada, Großbritannien und Australien verbreitet. Seit den späten 2000er-Jahren tauchen auch in Deutschland Pop-up-Verkäufe auf. Mittlerweile sind in den Großstädten Berlin, München, Hamburg, Köln, aber auch in anderen Städten Pop-Up-Stores ein gelebtes Konzept für den Leerstand in Verkaufsflächen. Selbst große Konzerne nutzen mittlerweile das Konzept des Pop-Up-Stores. Neben mehreren Online-Datenbanken für den Leerstand von Ladenflächen gibt es mittlerweile auch spezialisierte Pop-Up-Agenturen, die sich auf den Betrieb von reinen Pop-Up-Stores konzentrieren. Es nutzen auch Dienstleistungsunternehmen wie Immobilienmakler Pop-up-Stores, genauso wie sich Autohersteller das Konzept für die Präsentation und den Verkauf neuer Modelle zu eigen machen. Anbieter von Old- und Youngtimern bieten Fahrzeuge ebenfalls in Classic Cars Pop-Up Stores an.